# Patrick Haugen Veisten
Patrick Haugen Veisten (12 dicembre 1994) è un ex sciatore alpino norvegese.

## Biografia
Attivo in gare FIS dal novembre del 2009, Veisten ha esordito in Coppa Europa il 5 dicembre 2015 a Trysil in slalom gigante e in Coppa del Mondo il 23 ottobre 2016 a Sölden nella medesima specialità, in entrambi i casi senza completare la prova. Sempre in slalom gigante ha ottenuto, l'8 febbraio 2020 a Berchtesgaden, il primo e unico podio della carriera in Coppa Europa (3º). Ha annunciato il suo ritiro nel maggio 2021, dopo otto gare nel massimo circuito senza fare punti. Non ha mai preso parte a rassegne olimpiche o iridate.

## Palmarès

### Coppa Europa
- Miglior piazzamento in classifica generale: 42º nel 2020 e nel 2021
- 1 podio:
  - 1 terzo posto

### Campionati norvegesi
- 2 medaglie:
  - 2 bronzi (slalom gigante nel 2017; slalom gigante nel 2021)